# Titolo di Stato
I titoli di Stato sono obbligazioni emesse periodicamente dall'ente statale preposto agli affari economici (solitamente un ministero statale o dipartimento) per conto dello Stato con lo scopo di finanziare (coprire) il proprio debito pubblico o direttamente il deficit pubblico. I diritti di credito incorporati nel titolo possono essere corrisposti al sottoscrittore del prestito sia mediante lo scarto di emissione (ossia la differenza tra il valore nominale e il prezzo di emissione o di acquisto), sia mediante il pagamento di cedole (fisse o variabili) durante la vita del titolo. Alla scadenza dell'obbligazione lo Stato rimborsa il capitale iniziale.

## Descrizione

### In Italia
Il Ministero dell'Economia e delle Finanze emette sul mercato cinque categorie di titoli di Stato, ciascuno con diverse caratteristiche in termini di scadenza, rendimento e modalità di pagamento degli interessi dovuti:
- Buono ordinario del tesoro (BOT): titoli a breve termine, della durata di 3, 6 e 12 mesi, privi di cedole, il cui rendimento è dato dallo scarto di emissione;
- BTP Italia: titoli della durata di 4, 6 o 8 anni, nei quali le cedole sono indicizzate all'andamento dell'inflazione italiana;
- BTP Valore: titoli della durata di 4 o 5 anni, con cedole fisse semestrali o trimestrali;
- BTP Futura: titoli della durata di 12 anni, con cedole fisse semestrali con rendimento crescente per ogni anno;
- Certificato di credito del tesoro (CCT): titoli della durata di 7 anni e cedole variabili semestrali, legate al tasso Euribor a 6 mesi più una maggiorazione (spread) [2];
- Certificato del tesoro zero-coupon (CTZ): titoli della durata di 24 mesi, privi di cedole;
- Buono del tesoro poliennale (BTP): titoli della durata di 3, 5, 10, 15 e 30 anni, con cedole fisse semestrali;
- Buono del tesoro poliennale Indicizzati all'inflazione europea (BTP€i): titoli della durata di 5 e 10 anni, nei quali sia il capitale rimborsato a scadenza, sia le cedole semestrali sono rivalutati in base all'andamento dell'inflazione europea, misurato dall'indice armonizzato dei prezzi al consumo (IAPC) nella zona euro con esclusione del tabacco, calcolato mensilmente da Eurostat. Questi titoli garantiscono una protezione contro l'aumento dei prezzi in Europa.

Sono stati emessi anche BTP€i con durate di 15 e 30 anni (e potrebbero essere emessi di nuovo in futuro).
Dall'estate 2010 il MEF ha cominciato ad emettere una nuova classe di titoli a cedola variabile sostituendo i vecchi CCT: i CCTeu, collegati al tasso euribor invece che al tasso BOT 6 mesi.

#### Altri titoli pubblici
La legge 23 dicembre 1994 n. 724, recante Misure di razionalizzazione della finanza pubblica, all'art. 35 concede anche agli enti pubblici territoriali (quali Comuni, Province, Regioni e altri) la facoltà di finanziare opere pubbliche mediante l'emissione di obbligazioni di scopo, per investimenti specifici, completamente esenti da imposte e detraibili. Tali buoni sono garantiti dalle entrate fiscali e dal demanio di proprietà degli enti locali, hanno durata non inferiore a cinque anni, e vincolano gli enti locali a investire il capitale raccolto per i capitoli di spesa deliberati con l'emissione.
Questi titoli prendono il nome di buoni obbligazionari comunali (BOC), o provinciali (BOP) o regionali (BOR).
La garanzia delle obbligazioni resta in capo agli enti emittenti. In caso di insolvenza, non è previsto l'intervento dello Stato o dell'ente locale "sovraordinato" (Province in aiuto dei Comuni, Regioni a sostegno delle province insolventi).
Lo scarso successo di questi strumenti dipende anche dalla incompleta attuazione del diritto delle regioni a beneficiare di tributi propri, aggiuntivi ai trasferimenti dallo Stato (art. 119 della Costituzione), tali da garantire entrate sufficienti e soprattutto certe, non revocabili dai Governi centrali, e la capacità di rimborso delle obbligazioni contratte. La certezza delle entrate è più importante della loro entità ai fini del rating dello strumento e dell'interesse richiesto dal mercato; se le entrate sono minori, può essere allungata la durata dei titoli.
A fronte di un disimpegno dello Stato e degli enti superiori, che beneficiano di entrate maggiori e di un patrimonio demaniale più grande, e possono offrire garanzie maggiori di quelle dell'emittente, l'investitore richiede un interesse e un premio di rischio maggiori dei titoli di Stato.
Le obbligazioni di scopo diventano una forma di utilizzo capitale di debito più dispendiosa per gli enti e per i cittadini, rispetto al trasferimento diretto dallo Stato finanziato con i più diffusi BOT e CCT.
Viceversa, se fosse sempre lo Stato a pagare per gli emittenti che non rimborsano le loro obbligazioni, questo si tradurrebbe per gli enti locali in una libertà di spesa basata sui debiti e senza responsabilità.
Le obbligazioni di scopo permettono di ripagare in tempi rapidi i fornitori della pubblica amministrazione, l'opera è ripagata nel tempo da tutti i soggetti che ne traggono beneficio, se sono divisi ugualmente negli anni il rimborso di capitale e interessi, o quanto meno la tassazione sottostante che li finanzia.
Valutazioni politiche ed elettorali possono indurre le amministrazioni a prolungare il più possibile la durata dei buoni per beneficiare di quote interessi più basse, e ad emettere obbligazioni che prevedono il rimborso a scadenza dell'intera quota capitale: l'ente locale, con strumenti di durata non inferiore ai 5 anni (ogni 7 si vota), potrebbe realizzare opere di pubblica utilità a costo zero per i suoi cittadini-elettori, lasciando il debito alle generazioni e alle amministrazioni successive. Ciò ridurrebbe la libertà dei futuri elettori, consegnando loro amministrazioni con una libertà di spesa limitata da debiti contratti in passato.
Viceversa, con un prelievo diretto, il costo dell'opera graverebbe per intero sugli attuali elettori, in modo altrettanto iniquo.
La obbligazioni di scopo restano un'opportunità per gli enti locali, se confrontati con gli interessi richiesti dagli istituti di credito.

### In Germania
Il Ministero dell'Economia e delle Finanze della Repubblica Federale Tedesca emette sul mercato i seguenti titoli di stato:
- Schatz: Questi sono titoli di stato a breve termine con scadenza di meno di un anno. Sono emessi con una durata di 6 mesi o 1 anno e hanno un rendimento inferiore rispetto ai titoli di stato a lungo termine.
- Bobl: Questi sono titoli di stato a medio termine con scadenza di 2 anni. Sono emessi per finanziare le spese di bilancio a breve termine e hanno un rendimento più elevato rispetto ai titoli Schatz.
- Bund: Questi sono i titoli a lungo termine con una scadenza di 10 anni. Sono considerati il benchmark del mercato dei titoli di stato europei e sono tra i titoli di stato più liquidi al mondo. I Bunds sono emessi per finanziare le spese di bilancio a lungo termine e sono considerati uno degli investimenti più sicuri al mondo.

## Modalità di acquisto e di incasso
L'acquisto dei titoli di Stato può essere effettuato sia in asta al momento dell'emissione, sia sul mercato secondario; in ogni caso occorre farlo tramite una banca o un intermediario finanziario.
Fino alla fine del novecento i titoli di Stato venivano consegnati fisicamente (ossia in forma cartacea) all'acquirente, che poi doveva recarsi in banca per la riscossione degli interessi previo "stacco" di una "cedola" allegata al titolo stesso. Da questo modo di corresponsione degli interessi deriva la frase "staccare la cedola", ancora oggi in uso, anche se le modalità di riscossione sono radicalmente diverse.
Oggigiorno i titoli sono tutti dematerializzati e rappresentati da iscrizioni contabili a favore: chi li acquista ha come prova d'acquisto e di possesso, rispettivamente, la ricevuta bancaria e l'estratto conto dei titoli registrati sul deposito titoli intestato all'acquirente. Ciò consente l'accredito diretto su conto corrente delle cedole e del capitale a scadenza. I bond cartacei al portatore sono privi di valore legale.

### Sottoscrizione in asta

#### In Italia
Per l'acquisto tramite asta occorre prenotare la quantità desiderata, per un importo minimo di 1.000 euro, con almeno un giorno di anticipo rispetto alla data dell'asta. Il calendario delle aste dei titoli di stato è pubblico.
I BOT sono collocati tramite asta competitiva mentre BTP, CTZ e CCT sono collocati tramite asta marginale. Chi acquista in asta ha lo svantaggio di non conoscere esattamente il prezzo di collocamento, ma ha il vantaggio di non pagare le commissioni bancarie, ad eccezione dei BOT, per i quali sono previste commissioni massime fissate con decreto. Esiste comunque il "diritto di retrocessione" che ammonta circa a 40 centesimi per BTP, CTZ E CCT per cui acquistando un titolo in asta si va a pagare un prezzo di 40 ticks superiore al prezzo di mercato in media. La retrocessione viene incamerata dalla banca intermediaria.
Secondo dati di Bankitalia, nei due mesi di maggio e giugno 2018 lo stock di titoli di debito detenuti da investitori esteri è calato da 722 a 664.3 miliardi di euro, per un differenziale di 58 miliardi non rinnovati a scadenza, ed una quota pari al 28.3% del debito pubblico complessiva (2.341.6 miliardi di euro a giugno). Ciò ha segnato una delle più rapide inversioni di tendenza dal 2011, con una ripresa di circa 8 mld a luglio ed una riduzione a 100 punti base dello differenza di tasso di interesse pagati dai titoli greci a 5 anni, scambiati nel solo mercato interbancario . Il costo medio è salito dall'1 all'1.6%.

### Acquisto sul mercato secondario
L'acquisto sul mercato secondario riguarda invece i titoli di Stato già in circolazione.
Chi acquista sul mercato ha lo svantaggio di pagare commissioni all'intermediario finanziario, ma ha il vantaggio di conoscere il prezzo di acquisto e di vendita. L'esistenza di un mercato secondario fa sì che il risparmiatore possa vendere i titoli prima della scadenza a prezzo di mercato.

### Criteri di acquisto
Tenendo conto che, oltre all'aliquota fiscale dovuta, occorre corrispondere alla banca una commissione per l'acquisto, è bene scegliere il titolo in funzione del periodo entro il quale occorre rientrare in possesso del capitale. A seconda delle condizioni offerte dalla banca, se non si aspetta fino alla data di scadenza (maturity date) e si decide di rivendere sul mercato secondario si dovrà tenere in considerazione una eventuale e ulteriore commissione da dare alla banca per l'ordine di vendita, onere che abbasserà il rendimento netto dell'investimento.
I titoli di Stato, differenziati per scadenza dalla data di emissione, danno origine a due categorie: i titoli monetari, cioè titoli con scadenza massima a 12 o 18 mesi dall'emissione (ad esempio in Italia i BOT, negli Stati Uniti i T-Bill) che rappresentano uno strumento di impiego di capitale nel breve periodo e i titoli di Stato "standard" con scadenza anche oltre i 30 anni dall'emissione (in Italia BTP e CCT, negli Stati Uniti T-Bond e T-Notes) per investimenti nel medio lungo. I titoli di Stato a lunga scadenza sono da scegliere quando la previsione dei tassi è in calo rispetto alla situazione corrente mentre a media scadenza sono da preferire in caso di congiuntura dei tassi in rialzo.

## Trattamento fiscale

### In Italia

#### Norme in vigore
Il regime fiscale degli interessi sui titoli di Stato è differenziato in base alla posizione soggettiva del percettore di reddito.
Per i contribuenti residenti, diversi dalle persone fisiche, che percepiscono interessi su titoli di Stato nell'esercizio di un'attività commerciale, gli interessi non sono soggetti ad alcuna ritenuta o prelievo sostitutivo e concorrono, unitamente agli altri elementi negativi e positivi, alla formazione del reddito imponibile complessivo.
Per le persone fisiche residenti, il prelievo fiscale sugli interessi avviene mediante applicazione di una imposta sostitutiva da parte degli intermediari finanziari, con aliquota fissa del 12,5%. Tale imposta esaurisce integralmente gli obblighi fiscali del contribuente ad essa soggetto, con l'unica eccezione degli interessi ed altri proventi percepiti da persone fisiche nell'esercizio di impresa: in tal caso i proventi sono inclusi nel reddito d'impresa e l'imposta sostitutiva è scomputata dalle imposte sui redditi dovute sullo stesso.
Gli interessi sui titoli di Stato emessi in Italia non sono soggetti ad alcuna imposta, se percepiti da soggetti residenti in Paesi che consentono un adeguato scambio di informazioni.
Nonostante i buoni ordinari del tesoro abbiano una durata inferiore a 18 mesi, agli interessi sui BOT si applica l'imposta del 12,5% anziché del 26%.

#### Norme previgenti
Ai sensi dell'art. 31 del DPR 29 settembre 1973 n. 601, recante Disciplina delle agevolazioni tributarie, gli interessi sui titoli di Stato erano esenti da imposte sul reddito.
Ai sensi dell'art. 1 del D.P.R. 19 settembre 1986 n. 556, recante Modifiche al regime delle esenzioni dalle imposte sul reddito, convertito con modificazioni nella Legge 17 novembre 1986 n. 719, gli interessi sui titoli emessi successivamente al 20 settembre 1986 erano assoggettati a una ritenuta erariale pari al:
- 6,25% per i titoli emessi prima del 31 agosto 1987
- 12,5% per i titoli emessi dopo tale data.

## Rischi
I titoli di Stato sono da sempre considerati le forme di investimento finanziario col minore rischio finanziario, e quindi anche col minore rendimento atteso, rispetto ad esempio alle azioni, e questo per il fatto che la dichiarazione di insolvenza del debito pubblico ovvero il fallimento dello Stato emittente è considerato, nel mondo moderno e nelle economie solide, un evento poco frequente sebbene con alcune eccezioni nell'ultimo decennio (Argentina, Islanda e Grecia). 
Invece la vendita di un titolo di Stato prima della scadenza sul mercato secondario (esiste un segmento di borsa dove si negoziano questi titoli) può anche comportare perdite in conto capitale tanto maggiori quanto più lunga è la scadenza del titolo.
Situazioni critiche di debito pubblico avanzato possono far innalzare i rendimenti richiesti/attesi dagli investitori privati (in virtù della maggior esposizione al rischio) rispetto a quelli offerti inizialmente dallo Stato (spread) fino a scoraggiare l'ulteriore finanziamento del debito con la mancata vendita di nuovi titoli ed alimentando così il debito stesso in maniera vorticosa fino al limite dell'insolvenza. Lo spread viene dunque ad identificarsi come un indice che valuta allo stesso tempo rischiosità dell'investimento finanziario in titoli ed affidabilità dell'emittente.
Al riguardo le agenzie di rating al mondo forniscono le loro valutazioni (rating) anche sulla solidità finanziaria pubblica degli Stati, intesa come capacità dello Stato in questione di ripagare o far fronte al proprio debito pubblico, fornendo indici di maggiore o minore fiducia presi poi a riferimento dagli investitori nei confronti dell'emissione di titoli di Stato del paese.

### Clausole di azione collettiva
Le clausole di azione collettiva (CACs) sono state introdotte a livello comunitario da una norma del Trattato di Istituzione del Meccanismo Europeo di Stabilità sottoscritto dai 17 paesi della zona Euro. Queste clausole prevedono la possibilità ridurre il valore nominale del titolo alla scadenza ("haircut"), prolungare le scadenze dei titoli ("roll-over"), cambiare il metodo di calcolo delle cedole (ad esempio sostituendo l'indice al quale sono legate le cedole delle obbligazioni a tasso variabile), cambiare la valuta di rimborso e delle cedole, sostituzione con altri titoli aventi caratteristiche differenti. In Italia, i titoli di Stato di durata superiore a un anno, emessi dal 1/1/2013, ad opera del Decreto del Ministero dell’Economia e delle Finanze n. 96717 del 7 dicembre 2012, consentono allo Stato, emittente dei Titoli governativi, di decidere in modo autonomo se e come cambiare eventuali condizioni. D'altro canto consentono a chi ha il 25% di ogni emissione di opporsi alla ridenominazione.

## Titoli di Stato in circolazione

### In Italia
Alla data del 31 dicembre 2022, la composizione dei titoli di Stato italiani in circolazione era:
- BTP: 1.690.937,22 milioni di euro (73,87% del totale)
- CCTeu: 136.634,21 milioni di euro (5,97% del totale)
- BOT: 111.175,95 milioni di euro (4,86% del totale)
- BTP€i: 187.820,01 milioni di euro (8,20% del totale)
- BTP Italia: 94.923,48 milioni di euro (4,15% del totale)
- BTP Futura: 20.588,89 milioni di euro (0,90% del totale)
- BTP Valore: 18,2 miliardi di euro (1°emissione)
- BTP atipici: 114,15 milioni di euro (0,00% del totale)
- CTZ: 0,00 milioni di euro (0,00% del totale)
- Estero in Euro: 44.597,37 milioni di euro (1,95% del totale)
- Estero in valuta: 2.389,51 milioni di euro (0,10% del totale)

Totale in circolazione: 2.289.180,79 milioni di euro. Vita media del debito: 7,04 anni.

## Il Piano Draghi
Il 10 settembre 2024 Mario Draghi ha presentato, di fronte alla Commissione UE e alla stampa, il suo rapporto sulla competitività del Vecchio Continente. Il piano, di oltre 400 pagine, prevede 800 miliardi di euro di investimenti. In materia di titoli di Stato, il piano prevede, oltre all'emissione di eurobond garantiti dalla totalità degli Stati mebri, anche la centralizzazione dell'emissione di titoli di Stato (a discapito delle aste nazionali condotte dagli Stati membri per finanziare il proprio deficit spending):
(Marii Draghi, Il futuro della competitività europea”, BBruxelles 2024, tr. it. Withub)

## Riferimenti normativi
- Artt. 60-66 del Decreto del Presidente della Repubblica 30 dicembre 2003, n. 398 - Testo unico delle disposizioni legislative e regolamentari in materia di debito pubblico (successione dei titoli di Stato).